# Foho Suli
Der Foho Suli (kurz: Suli) ist ein Berg in der osttimoresischen Gemeinde Bobonaro. Er liegt im Süden des Sucos Goulolo (Verwaltungsamt Cailaco) und hat eine Meereshöhe von 772 m.
Der Berg bildet die Südwestecke einer höher gelegenen Fläche. Fast 200 m tiefer fließt südlich der Boroulo. Fast genau so weit unterhalb des Berges fließen im Westen die Quellflüsse des Aimera. Beides sind Nebenflüsse des Marobos, der weiter östlich verläuft. Östlich liegt der Ort Mubaa.